# 根德 (佛羅里達州)
根德（英語：Kent）是位於美國佛羅里達州拿騷縣的一個非建制地區。該地的面積和人口皆未知。

## 地理
根德的座標為30°31′17″N 81°58′00″W / 30.52139°N 81.96667°W，而該地的平均海拔高度為22米（即72英尺）。